# Heian
För andra betydelser, se Heian (olika betydelser).
Heian (平安時代) var en period i Japans historia från 794 till 1185. Det var en period i Japans historia då kejsarmonarkin blev symbolisk och ceremoniell och den verkliga makten övergick till hovadeln och ställföreträdande regenter ur familjen Fujiwara. Det var också en guldålder inom japansk konst och litteratur. I slutet av period övergick makten från hovadeln till krigarklassen. 

## Historik
År 784 flyttades huvudstaden till Nagaoka-kyo i Kansai-regionen (ej att förväxla med den moderna staden Nagaoka i Niigata prefektur), efter bara 10 år flyttades dock huvudstaden igen. Denna gång till Heian-kyo och därmed inleddes Heianperioden. Detta var en relativt fredlig och stabil period som blev den japanska estetiken och litteraturens guldålder. Under denna tid var hovadeln, kuge, den framträdande klassen. Kring år 1000 började dock krigarklassen bushi och dess adel buke bli alltmer framträdande. 
Det var under denna tid vanligt att kejsare drog sig tillbaka redan vid ung ålder för att lämna över kejsartiteln till en omyndig arvinge och istället regera å den omyndige kejsarens vägnar. Kejsare som dragit sig tillbaka och regerade å en omyndig kejsares vägnar kallades insei. Efter att Taira eliminerat en framstående medlem av Minamotofamiljen i västra Japan år 1108 hade de blivit framstående tjänare åt inseierna och flera kejsare från denna period var av Taira-släkt. 
När en insei dog år 1156 uppstod en kamp om makten mellan Taira och Minamoto. Den ena familjen, som hade stöd av kejserliga trupper, leddes av Taira no Kiyomori och den andra familjen leddes av Minamoto no Tameyoshi. De utkämpade Hogenkriget och Kiyomori segrade. En av Tameyoshis söner, Minamoto no Yoshitomo, hade gått över till Tairas sida i kriget men blev missnöjd med sin belöning och erövrade vintern 1159-1160 huvudstaden men besegrades snabbt av Kiyomori i vad som kommit att kallas Heijikriget. Som ett resultat av sin förlust fördrevs Minamoto till Kanto, där de också hade sitt högsäte. 
När en kejserlig prins år 1180 försökte mönstra militärt stöd runt om i Japan lyckades detta i stora delar av östra Japan, men när en av Minamoto no Yoshitomos söner, Minamoto no Yoritomo, manade till uppror från sin exil i Izu reste sig många av krigarna i Kanto till hans stöd. Yoritomo tog kontroll över Kanto och hans yngre broder Minamoto no Yoshitsune erövrade huvudstaden och besegrade slutligen Taira i sjöslaget vid Dan-no-ura år 1185.
När Minamoto besegrat Taira flyttade de omedelbart den administrativa huvudstaden (formellt flyttades aldrig huvudstaden eftersom kejsaren kvarstod som den teoretiska källan till legitimitet) från Miyako (nuvarande Kyoto) till Kamakura, strax söder om Yokohama, för att där etablera en militärregering, kallad bakufu. Från och med denna tidpunkt låg den verkliga makten i Kamakura även om dess legitimitet i teorin härstammade från kejsaren. Minamotos militära kontroll över landet var betydligt mer komplett än Tairas hade varit. Deras maktövertagande enade landet under en härskare och möjliggjorde utvecklingen av ett feodalsystem. 
År 1192 utnämndes den maktlöse kejsaren Minamoto no Yoritomo till sei-i-taii-shougun (förkortat shogun), en titel som tidigare använts för att beteckna fältherrar som ledde kampanjer mot Ainu-folket men som nu kom att användas för att beteckna den militära överbefälhavaren för hela Japan. Teoretiskt sett var posten som shogun en rent militär befattning, men i praktiken utgick all politisk makt från shogunens militära regering, kallad shogunatet (eller på japanska bakufu).